# Selby, Victoria
Selby är en förort till Melbourne i Australien. Den ligger i kommunen Yarra Ranges och delstaten Victoria, omkring 39 kilometer öster om Melbourne. Antalet invånare är 1 660.